# 袖珍博物館
袖珍博物館，是亞洲第一家以袖珍藝術為主題收藏的博物館，位於台灣台北市中山區建國北路一段96號B1（台証金融大樓），收藏相當多袖珍作品，大部份是縮小12倍的娃娃屋，並使用真實材料。創辦人林文仁。成立於1997年3月28日。該館號稱是全球收藏當代袖珍藝術最大的主題館。
袖珍博物館目前致力於推廣在英國歷史悠久的袖珍藝術。館藏品中最經典是一棟大型娃娃屋「玫瑰豪宅」（Rose Mansion），由Reginald Twigg製作，曾獲得國際袖珍藝術雜誌評價「25年來十大傑出作品」。

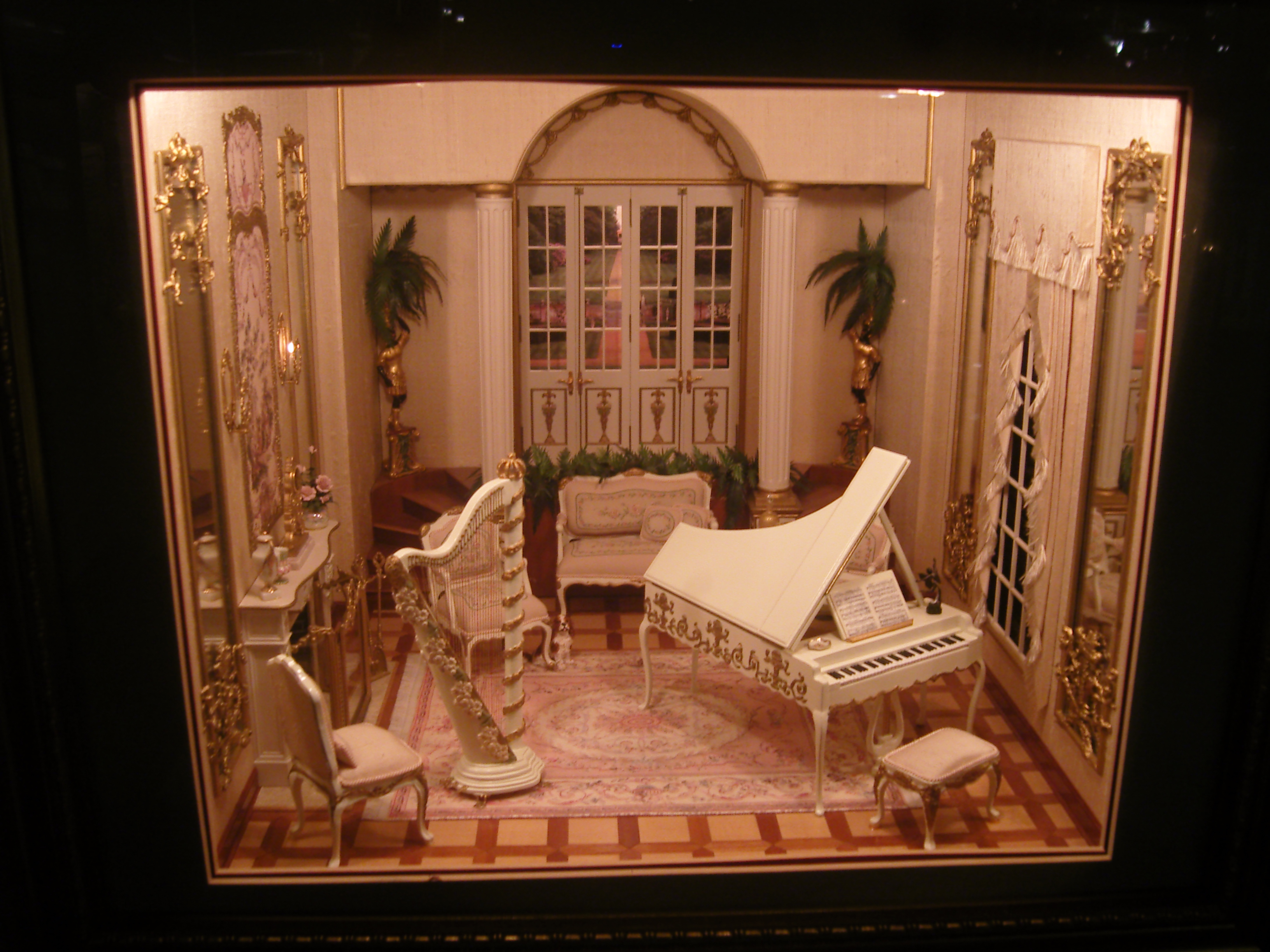
博物館內部分的展品

博物館的收藏品不勝枚舉，大多數是館長林文仁夫婦的私人珍藏。館內第一件收藏品為鄉村茶廊與古董店。這件袖珍作品是一間英式風格的茅草屋。最小的作品為樹上礦坑，以1比120的比例做成，其作者不詳。作品“風馳電擎中的雷河小鎮”為館內現存最大的袖珍作品。取材1912年的美國西部科羅拉多州的「雷河小鎮」，在暴風雨中的情境。而最珍貴的袖珍作品是英國的“白金漢宮”，是由英國知名袖珍藝術家Kevin Mulvany＆Susan夫妻倆用了三年多時間才完成，建築外觀和內部裝潢都是依照白金漢宮原樣。

## 特展活動

### 2010年
袖珍博物館於成立的第十三個年頭，舉辦一年一度的第十屆娃娃屋創作比賽，也是最後一屆娃娃屋創作比賽，主題是夢幻屋盒大挑戰。

### 2009年
袖珍博物館於成立的第十二個年頭，舉辦一年一度的第九屆娃娃屋創作比賽 ，主題是私密浴廁大公開。

### 2008年
袖珍博物館於成立的第十一個年頭，舉辦一年一度的第八屆娃娃屋創作比賽 ，主題是甜蜜臥房狂想曲。

### 2007年
袖珍博物館於成立的第十個年頭，舉辦一年一度的第七屆娃娃屋創作比賽 ，主題是童話故事萬花筒。

### 2006年
袖珍博物館於成立的第九個年頭，舉辦一年一度的第六屆娃娃屋創作比賽 ，主題是我的旅行日誌。

## 外部連結
- （繁體中文）（英文）（日語）袖珍博物館官方網站（页面存档备份，存于）
- （繁體中文）袖珍博物館的Facebook專頁